# Liste der Biografien/Fiz
Liste der Biografien |
Portal Biografien |
Personensuche
# |
A |
B |
C |
D |
E |
F |
G |
H |
I |
J |
K |
L |
M |
N |
O |
P |
Q |
R |
S |
T |
U |
V |
W |
X |
Y |
Z |
?
 
Fa |
Fe |
Ff |
Fh |
Fi |
Fj |
Fk |
Fl |
Fm |
Fn |
Fo |
Fr |
Ft |
Fu |
Fy
 
Fia |
Fib |
Fic |
Fid |
Fie |
Fif |
Fig |
Fih |
Fii |
Fij |
Fik |
Fil |
Fim |
Fin |
Fio |
Fip |
Fiq |
Fir |
Fis |
Fit |
Fiu |
Fiv |
Fix |
Fiz
Die Liste der Biografien führt alle Personen auf, die in der deutschsprachigen Wikipedia einen Artikel haben. Dieses ist eine Teilliste mit 12 Einträgen von Personen, deren Namen mit den Buchstaben „Fiz“ beginnt.

## Fiz
- Fiz, Martín (* 1963), spanischer Langstreckenläufer und Weltmeister

### Fize
- Fizeau, Hippolyte (1819–1896), französischer PhysikerHippolyte Fizeau (1819–1896)

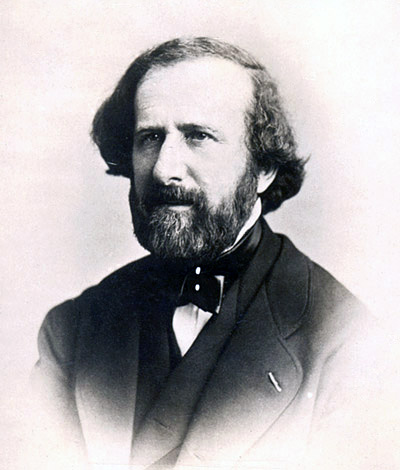
Hippolyte Fizeau (1819–1896)

- Fízek, Pavel (* 1960), tschechoslowakischer bzw. tschechischer Skispringer und Skisprungtrainer
- Fizel, Emilio (* 1923), argentinischer Fußballspieler
- Fízeľ, Márius (* 1999), slowakischer Judoka
- Fizer, Marcus (* 1978), US-amerikanischer Basketballspieler

### Fizi
- Fizia, Adolf (1873–1932), österreichischer Politiker und Kommerzialrat
- Fizir, Rudolf (1891–1960), jugoslawischer Ingenieur und Flugzeugkonstrukteur

### Fizu
- Fižuleto, Lucijan (* 1994), slowenischer Handballspieler

### Fizz
- Fizzarotti, Armando (1892–1966), italienischer Fotograf, Filmregisseur und Drehbuchautor
- Fizzarotti, Ettore Maria (1916–1985), italienischer Filmregisseur
- Fizzell, Mildred (1915–1993), kanadische Leichtathletin